# 飯塚淳一郎
飯塚淳一郎（いいづか じゅんいちろう、1887年10月15日 - 1967年6月23日）は、日本の歯学者。大阪歯科大学初代学長。

## 経歴
- 1887年（明治20年）10月15日 - 和歌山県晩稲村（現：みなべ町）に生まれる。旧名：坂本傳右衛門。5人兄弟の末っ子として生まれる。たなべ中学校へ進学
- 1914年（大正3年） - 南カルフォルニア大学に入学[1][2]
- 1918年（大正7年） - コロラド州の歯科医師試験に合格。同年10月にはデンバー市に歯科医院を開業。
- 1921年（大正10年） - 大阪歯科医学専門学校 教授就任
- 1941年（昭和16年） - 大阪歯科医学専門学校 校長
  - 1963年（昭和38年）- 大阪歯科大学理事会（飯塚淳一郎理事長）において、歯科技工士養成所の設立を決定
- 1989年（平成元年） - 淳一郎の功績を称え生家近くに句碑が建立された。

その後、占領軍の統治下となった日本では教育機関の整理が行われ、大阪歯科医学専門学校も廃校になるという噂が流れる。それを聞いた淳一郎は占領軍の最高司令官のもとへ行き、日本における歯科教育の必要性を訴えた。その熱意により学校は「大阪歯科大学」と名を変え存続、淳一郎は大学長・理事長などを歴任し、歯学界の発展に絶大な指導力を発揮した。